# Wupper
Wupper je řeka v Německu (Severní Porýní-Vestfálsko). Je to pravý přítok Rýna. Je 105 km dlouhá. Povodí má rozlohu 827 km².

## Průběh toku
Pramení v Börlinghausenu. Protéká převážně severní částí pohoří Rheinisches Schiefergebirge přes hustě osídlenou průmyslovou oblast.

## Využití
V povodí bylo vybudováno několik přehradních nádrží. Vodou z řeky je zásobováno mnoho průmyslových závodů. Na řece leží města Wuppertal, Wipperfürth, Hückeswagen, Leichlingen.

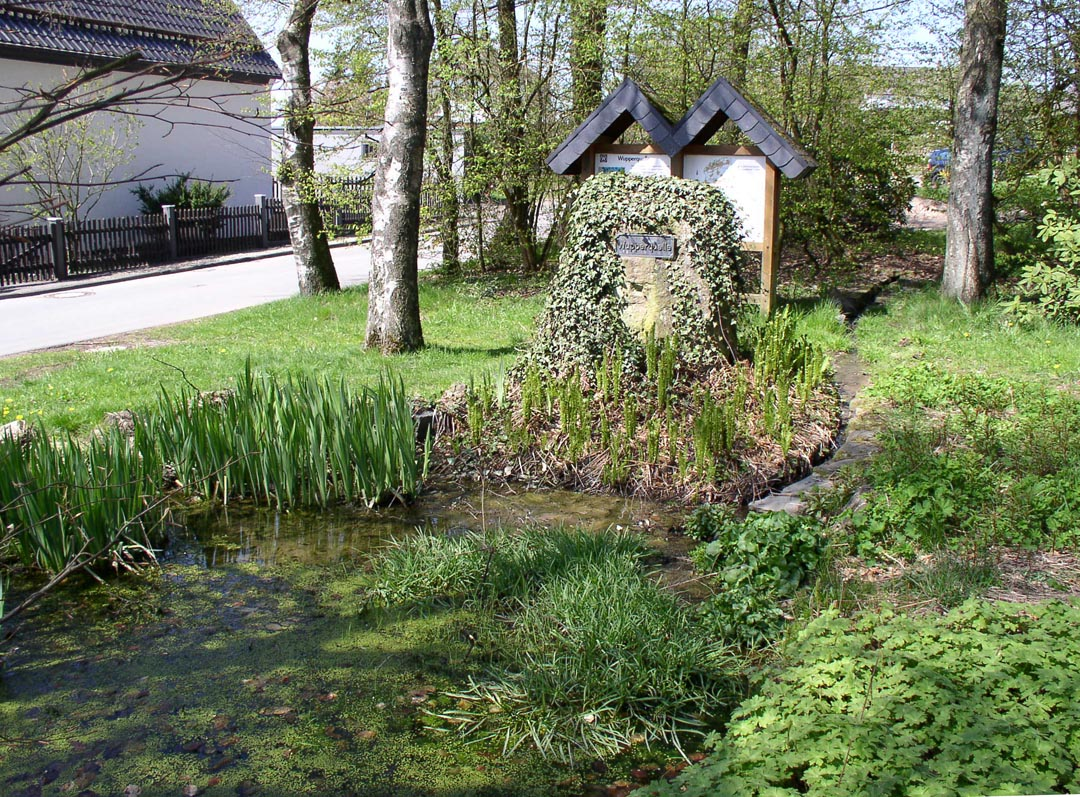
Pramen řeky v Börlinghausenu
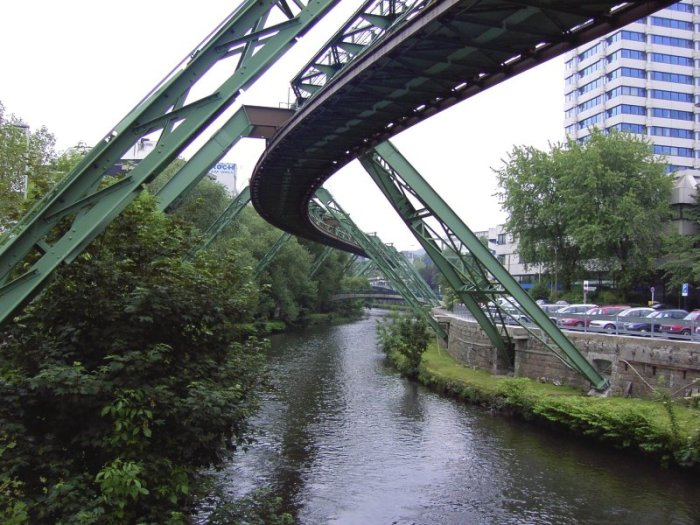
Řeka Wupper protékající pod visutou dráhou ve Wuppertalu